# Vieille ville de Mendrisio

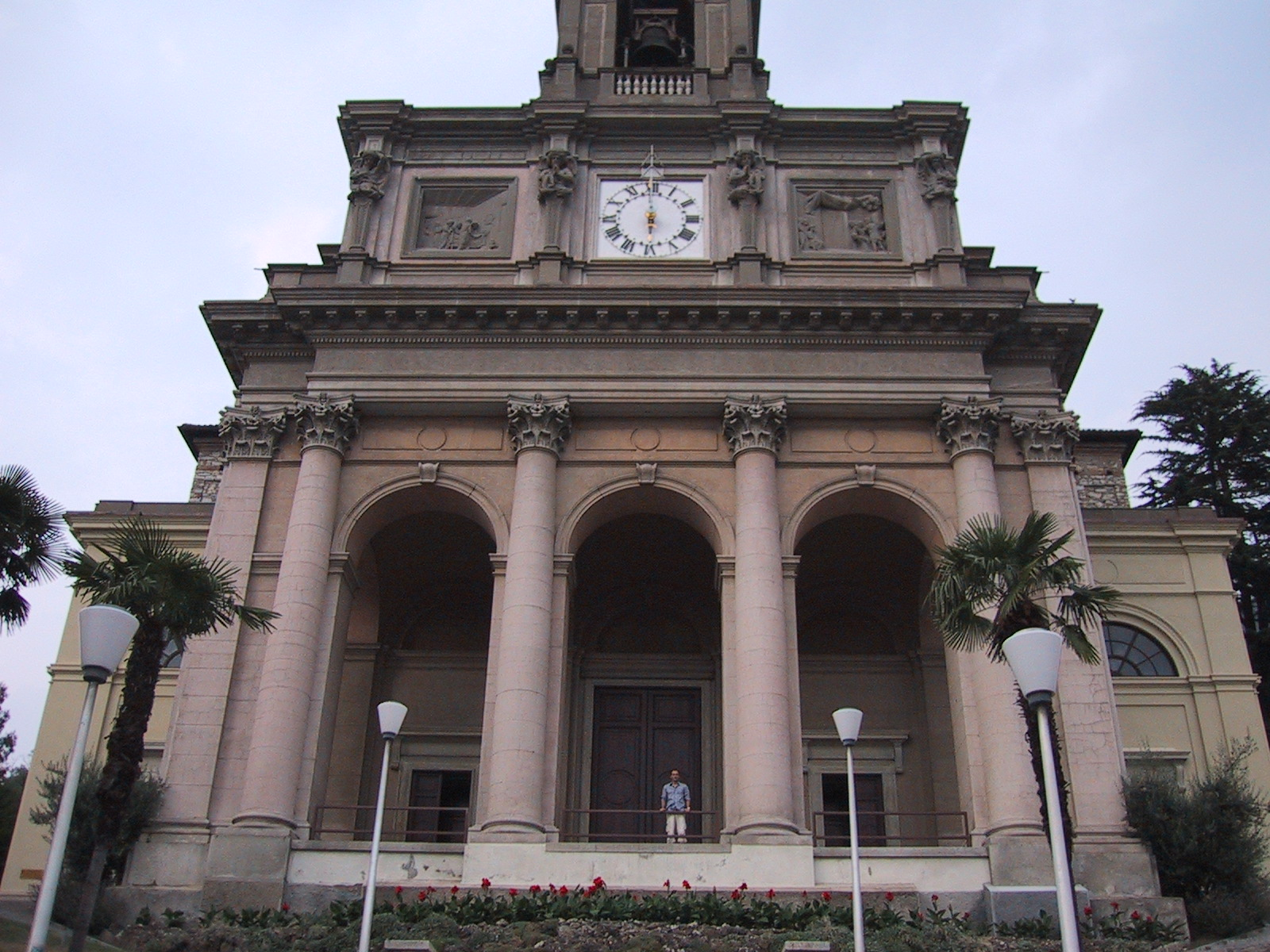
Église paroissiale à Mendrisio

La vieille ville de Mendrisio est le centre historique de Mendrisio, canton du Tessin en Suisse.
L'ensemble de la vieille ville est reconnue comme bien culturel suisse d'importance nationale comprenant, en catégorie A, le bourg antique, l'Église de « S. Martino », le complexe de « S. Giovanni » : couvent, église de « S. Giovanni » et oratoire de « S. Maria », « Palazzo Pollini » et « Palazzo Torriani ».

## Source
- Inventaire suisse des biens culturels d'importance nationale et régionale, édition de 1995.